# Hetaerina occisa
Hetaerina occisa är en trollsländeart som beskrevs av Hagen in Selys 1853. Hetaerina occisa ingår i släktet Hetaerina och familjen jungfrusländor. Inga underarter finns listade i Catalogue of Life.

## Bildgalleri

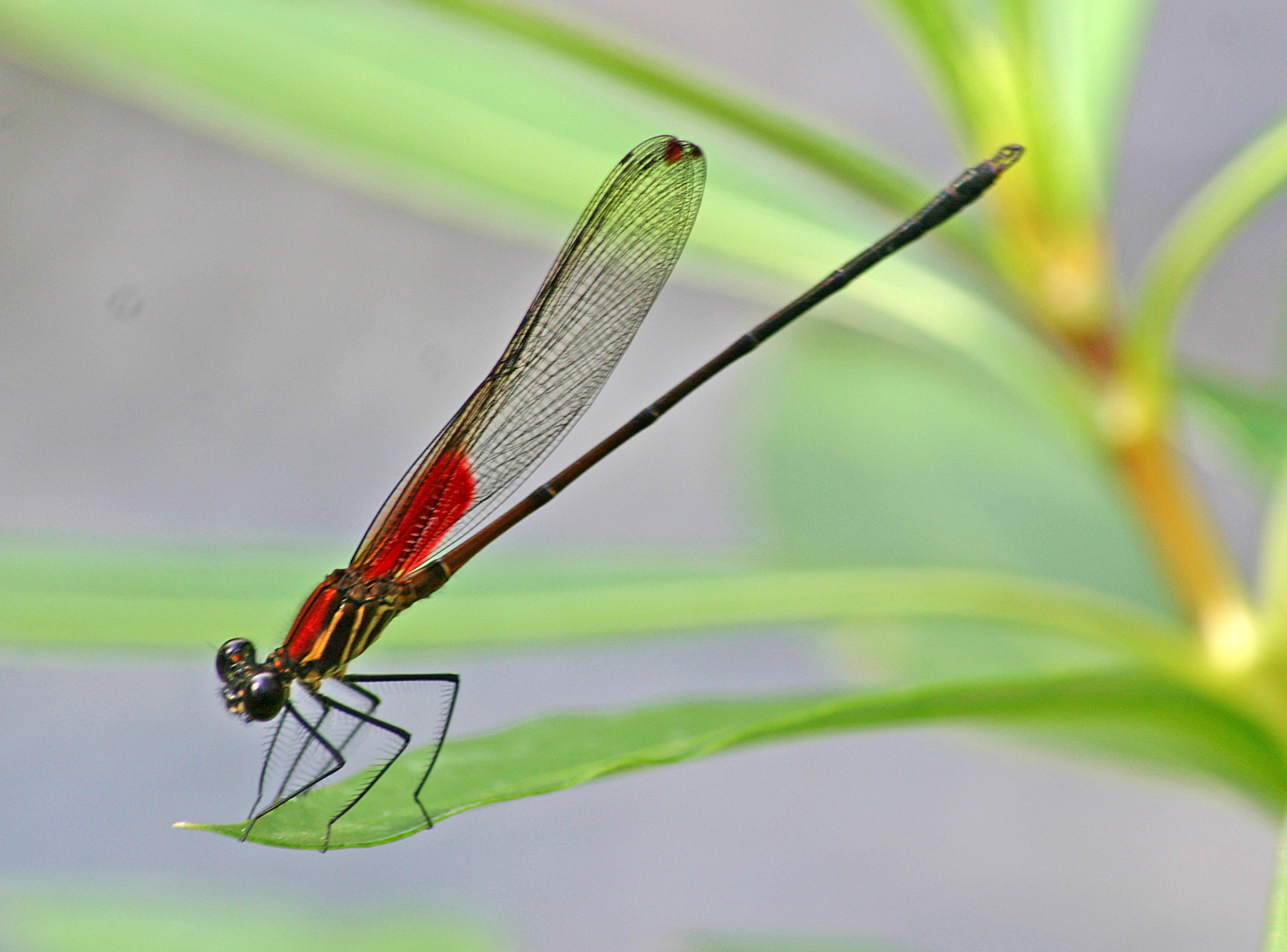